# Марион (тауншип, Миннесота)
Марион (англ. Marion) — тауншип в округе Олмстед, Миннесота, США. На 2000 год его население составило 6159 человек.

## География
По данным Бюро переписи населения США площадь тауншипа составляет 87,0 км², из которых 87,0 км² занимает суша, водоёмов нет.

## Демография
По данным переписи населения 2000 года здесь находились 6159 человек, 2205 домохозяйств и 1744 семьи. Плотность населения — 70,8 чел./км². На территории тауншипа расположено 2244 постройки со средней плотностью 25,8 построек на один квадратный километр. Расовый состав населения: 95,45 % белых, 1,40 % афроамериканцев, 0,11 % коренных американцев, 0,91 % азиатов, 0,06 % c Тихоокеанских островов, 0,75 % — других рас США и 1,32 % приходится на две или более других рас. Испанцы или латиноамериканцы любой расы составляли 1,70 % от популяции тауншипа.
Из 2205 домохозяйств в 39,5 % воспитывались дети до 18 лет, в 69,3 % проживали супружеские пары, в 6,4 % проживали незамужние женщины и в 20,9 % домохозяйств проживали несемейные люди. 14,5 % домохозяйств состояли из одного человека, при том 3,9 % из — одиноких пожилых людей старше 65 лет. Средний размер домохозяйства — 2,79, а семьи — 3,12 человека.
28,3 % населения — младше 18 лет, 6,9 % — в возрасте от 18 до 24 лет, 31,4 % — от 25 до 44, 26,5 % — от 45 до 64, и 7,0 % — старше 65 лет. Средний возраст — 37 лет. На каждые 100 женщин приходилось 104,4 мужчин. На каждые 100 женщин старше 18 приходилось 102,7 мужчин.
Средний годовой доход домохозяйства составлял 61 470 долларов, а средний годовой доход семьи — 66 917 долларов. Средний доход мужчин — 38 176 долларов, в то время как у женщин — 29 867. Доход на душу населения составил 25 441 доллар. За чертой бедности находились 0,5 % семей и 1,5 % всего населения тауншипа, из которых 0,7 % младше 18 и 2,6 % старше 65 лет.